# هاواکو (ویرجینیای غربی)
هاواکو (به انگلیسی: Havaco) یک منطقهٔ مسکونی در ایالات متحده آمریکا است که در شهرستان مک‌داول، ویرجینیای غربی واقع شده‌است.